# Esarcus iolensis
Esarcus iolensis är en skalbaggsart som beskrevs av Henri de Peyerimhoff 1917. Esarcus iolensis ingår i släktet Esarcus och familjen vedsvampbaggar. Inga underarter finns listade i Catalogue of Life.